# Voacanga
Voacanga é um género botânico pertencente à família Apocynaceae.

## Links
- Voacanga Africana